# Gunhilda Vendská
Gunhilda Vendská je jméno napůl legendární dánské královny, manželky Svena Vidlího vouse († 1014).

## Heimskringla
Sága Heimskringla vypráví o tom, že Sven se s žádostí o pomoc proti námezdním bojovníkům Jomsvikingům obrátil na Burislava, krále Vendů. Součástí vyjednávání bylo i to, že se Sven ožení s Burislavovou dcerou Gunhildou, zatímco Burislav se ožení se Svenovou sestrou Tyri. Gunhilda pak měla Svenovi porodit syny Haralda a Knuta. Toto líčení zčásti odpovídá historickým záznamům.

## Kronikáři
- Thietmar Merseburský zmiňuje, že se dcera Měška I. Polského, sestra Boleslava Chrabrého, vdala za Svena Vidlího vouse a dala mu syny Knuta a Harolda, ale nezmiňuje už její jméno. Thietmar byl zřejmě nejinformovanějšším ze středověkých kronikářů, protože popsané události v Dánsku a Polsku se odehrály v jeho době. Tvrzení, že matkou Haralda a Knuta byla Boleslavova sestra, může vysvětlovat jistá záhadná vyjádření ve středověkých kronikách, jako je zapojení polských vojáků při invazi do Anglie.

- Adam z Brém píše, že polská princezna byla manželkou švédského krále Erika Vítězného a matkou jeho syna Olofa. Z druhého manželství se Svenem se jí narodili Knut a Harold. Adam tudíž nazývá Knuta a Olofa bratry. Někteří historici pokládájí toto Adamovo tvrzení za nespolehlivé, protože Adam je jediným zdrojem, který tuto verzi zmiňuje.

- Gesta Cnutonis regis v krátké pasáži zmiňuje, že Knut a jeho bratr odešli do země Slovanů a přivedli zpět svou matku, která tam žila. To nutně neznamená, že jejich matka byla Slovanka, ale tato kronika zjevně naznačuje, že tomu tak bylo.

- „Liber vitae of the New Minster and Hyde Abbey Winchester“ uvádí, že jméno sestry krále Knuta bylo „Santslaue“ („Santslaue soror CNVTI regis nostri“), což je nepochybně slovanské jméno. J. Steenstrup se domnívá, že Knutova sestra mohla být pojmenovaná po jejich matce a že slovanská podoba jejího jména byla Świętosława.

## Identita
Z uvedených dat historici sestavili několik alternativních hypotéz. Gunhilda může být identická s další legendární Svenovou manželkou jménem Sigrid Storråda. To by znamenalo, že žena ze ság jménem Gunhilda byla vdova po Eriku Vítězném, jak shrnuli někteří historici. Je také možné, že Gunhilda je jen výtvorem legend nezakládajícím se na Svenově polské manželce.